# Пираты II: Месть Стагнетти
«Пираты II: Месть Стагнетти» (англ. Pirates II: Stagnetti's Revenge) — американский  приключенческий фильм 2008 года студии Digital Playground, сиквел к фильму 2005 года «Пираты».
Автор сценария и режиссёр — Джун; в фильме снялись Джесси Джейн, Эван Стоун, Стивен Сент-Круа и Томми Ганн, которые повторяют свои роли из первого фильма, а также Белладонна, Саша Грей, Кацуни, Дженна Хейз и Бен Инглиш в качестве новых персонажей. Кармен Лувана, игравшая центральную роль Изабеллы в оригинальных Пиратах, в сиквеле отсутствует.
С бюджетом в 8 миллионов долларов, он считается одним из самых дорогих когда-либо созданных фильмов такого типажа. Он был выпущен как direct-to-DVD и Blu-ray 27 сентября 2008 года. Также доступна отредактированная версия фильма с рейтингом R.

## Сюжет
Капитан Эдвард Рейнольдс хвастается своей победой над страшным пиратом Виктором Стагнетти своей верной спутнице Джулс; он даже собрал новую команду для своего корабля, включая Ай Чоу и Оливию, кузину Серены. 
Именно Оливия сообщает команде, что губернатор Ямайки приказал арестовать Серену, и Оливия на борту, чтобы защитить команду от врагов, и убедить Эдварда и Джулс попросить прощения у Серены. Когда они, наконец, едут на Ямайку и просят губернатора Литтлтона простить Серену, его больше интересует внешность Джулс, чем что-либо ещё. Они убеждают губернатора, который сначала отправляет их на миссию, чтобы убить другую группу пиратов и найти другое спрятанное сокровище.
Оливия и Джулс поначалу не ладят, но в конечном итоге занимаются лесбийским сексом. Позже Эдвард во время аукциона рабынь встречается с Таквором, армянским золотым пиратом, который приглашает его участвовать в оргии с исполнительницами танца живота и рабынями.
Между тем, Джулс захвачена китайской пиратской императрицей Ксифенг и управляется жидкостью, которая дает ей контроль над телом и умом Джулс. Ксифенг использует её, чтобы соблазнить и захватить Эдварда. Затем он вынужден сражаться с драконоподобным существом, но в последнюю минуту Эдварда спасает Оливия.
Тем временем из моря возрождается Виктор Стагнетти. Он и Ксифенг занимаются сексом со своей новой рабыней, Джулс. Эдвард и Оливия сражаются с войском скелетов Стагнетти и гиганским подводным монстром — Морской Королевой. Оливия берёт корабль противника на абардаж и побеждает Ксифенг в бое на мечах. Затем ей приходится сражаться с отравленной Джулс, однако в результате обе пострадали от дружественного огня из пушек корабля и были придавлены обломками мачты. В момент когда Стагнетти готовится добить раненую Оливию, Эдвард приходит на помощь, и в схватке Виктором наносит ему тяжелейшие раны. Стагнетти от потери крови ненадолго теряет сознание, и позже втайне от главных героев сумел уйти. 
Джулс приходит в себя. Экипаж корабля направляется в Кингстон.

## В ролях
- Джесси Джейн — Джулс Стил (Jules)
- Эван Стоун — капитан Эдвард Рейнольдс (Edward Reynolds)
- Белладонна — Оливия (Olivia)
- Саша Грей — Мария (Maria)
- Katsuni — Ксифенг (Xifeng)
- Томми Ганн — капитан Эрик Виктор Стагнетти (Eric Victor Stagnetti)
- Нхан — У-Чоу (Wu Chow)
- Стивен Сент-Круа — Марко (Marco)
- Кандидо Веласко — Дадо (Dado)
- Дженна Хейз — рабыня Энн (Anne)
- Бен Инглиш — губернатор Литтельтон (Lyttelton)
- Стоя — исполнительница танца живота
- Габриэлла Фокс — исполнительница танца живота
- Чарльз Веласко — капитан Купал (Kupal)
- Шайла Стайлз — исполнительница танца живота
- Шона Ленэй — девушка губернатора
- Райли Стил — девушка губернатора
- Алистар МакДональд — слуга губернатора Люттельтона
- Бри Линн — обнаженная служанка
- Эбби Брукс — обнаженная служанка
- Вероника Рэйн — обнаженная служанка
- Брианна Лав — девица из команды Дивы
- Райли Ричардс — девица из команды Дивы
- Марко Бандерас — человек Таквора
- Чарльз Дера — человек Таквора
- Мануэль Феррара — человек Таквора
- Джеймс Дин — член экипажа

## Награды
- 2009 XBIZ Award — фильм года[5]
- 2009 Eroticline Awards — лучший фильм США[6]
- 2009 XRCO Award — лучший актер, Эван Стоун[7]
- 2009 XRCO Award — Best epic (вместе с Fallen от Wicked Pictures)[7]
- 2009 Hot d'Or — Katsuni, лучшая французская актриса[8]
- 2009 Hot d'Or — Джесси Джейн, лучшая американская актриса[8]
- 2009 Hot d'Or — лучший американский сценарий[8]